# Surmówka
Surmówka (niem. Surmowen, 1938–1945 Surmau) – wieś w Polsce, położona w województwie warmińsko-mazurskim, w powiecie mrągowskim, w gminie Sorkwity.
| SIMC    | Nazwa      | Rodzaj    |
| ------- | ---------- | --------- |
| 0488214 | Szelągówka | część wsi |

W latach 1975–1998 miejscowość administracyjnie należała do województwa olsztyńskiego.